# Golpe de Estado en Guinea-Bisáu de 2012
El Golpe de Estado en Guinea-Bisáu de 2012 tuvo lugar en dicha nación africana el 13 de abril de 2012, cuando un grupo militar sublevado, autodenominado Comando Militar, secuestró tanto al ex primer ministro Carlos Gomes Júnior como al presidente en funciones del país, Raimundo Pereira.

## Contexto
El golpe de Estado tuvo como telón de fondo las elecciones presidenciales en las que el ex primer ministro Gomes Junior ganó el 18 de marzo con el 48,97% de los voto, pero que, al no conseguir la mayoría absoluta, se aplazaron a una segunda vuelta en el 29 de abril, una fecha que se daba a conocer el mismo día del golpe. 
Además, el expresidente Kumba Yalá, que quedó en segundo lugar con el 23,36% de los votos, pidió, junto con los también candidatos Manuel Sarifo Nhamadjo y el presidente Henrique Rosa la anulación de los comicios por un supuesto fraude.
En estas elecciones los candidatos optaban a sustituir al presidente Malam Bacai Sanha, fallecido en enero del mismo año en un hospital de París, sin que se divulgara la causa de su fallecimiento.
Otro de los principales motivos del Golpe fue la supuesta planifación de un invasión angoleña a Guinea, que contaba con el apoyo de Gómes Junior y Pereira.
Además, esta toma de poder, sigue con una "tradición" de otros numerosos golpes de Estado ocurridos en el país, como los ocurridos a Luis Cabral, João Bernardo Vieira y a Kumba Yalá.
Otra de la raíces del conflicto es el hecho de que algunos de los veteranos que lucharon en la guerra colonial portuguesa rechazan a Gomes Junior al considerarlo vinculado a la antigua metrópolis.

## Desarrollo

### 12 de abril
La noche del 12 de abril, un grupo de militares atacaron la residencia del candidato presidencial Cadogo (nombre popular de Carlos Gómez Junior) con fusiles y lanzagranadas.
Después, los militares acudieron a la residencia del presidente de la Comisión Electoral, Desejado Lima da Costa, aunque se desconoce si también fue capturado.
Las mismas fuentes añadieron que militares armados tomaron la radio nacional y la sede del partido gobernante, el Partido Africano para la Independencia de Guinea y Cabo Verde (PAIGC).
La esposa de Gómez Junior, Salomé, fue fotografiada acompañada por los militantes del partido que, ya de madrugada, se acercaron a la vivienda de donde logró huir en el momento del ataque y esconderse.

### 13 de abril
Los residentes de la capital explicaron que la normalidad volvió a las calles de la ciudad en las primeras horas del día, aunque grupos de soldados, algunos portando lanzagranadas RPG, custodiaban los principales edificios oficiales e impedían aproximarse a estos.

A las 19:00, el Comando Militar convocó una reunión con todos los partidos políticos para explicar las circunstancias de las presuntas detenciones del ex primer ministro y el presidente.

Además, los militares decretaron el toque de queda en la capital, Bisáu, que estuvo vigente entre las 21.00 y las 06.00 hora local. También anunciaron la captura del Estado Mayor de las Fuerzas Armadas, el teniente general Antonio Enjae, y el cierre de las emisoras de radio, con excepción de la Radio Televisión Nacional, que se encontraba bajo su poder y sólo emitía música de la época de lucha contra la Colonización Portuguesa. No obstante, las cadenas Radio France Internationale y Radio Portuguesa consiguieron retransmitir en frecuencia modulada.
Los golpistas dieron a los partidos políticos un ultimátum de tres días para formar un gobierno de unidad nacional sin el presidente interino Raimundo Pereira y el ex primer ministro Carlos Gomes Júnior.

"Pedimos a los partidos políticos que forman en un plazo de tres días un gobierno de unidad nacional en el que no figurarán ni Raimundo Pereira ni Carlos Gomes Junior".

Paralelamente, el ministerio de Defensa portugués informó que se había puesto en alerta a un contingente militar para la posible acción de evacuación que podría abarcar también ciudadanos de otras nacionalidades si así se decidiera. El descatamento alertado se trataría de la Fuerza de Reacción Inmediata, compuesta por fusileros y paracaidistas y que cuenta con medios del Ejército, la Marina y la Aviación portuguesa.

### 14 de abril
El Partido Africano para la Independencia de Guinea y Cabo Verde (PAIGC) rechazó la propuesta de los jefes militares del país para la formación de un Gobierno de transición sin Gómez Junior.
El Movimiento para el Buen Gobierno y la Estabilidad, que agrupa a varias asociaciones civiles, rechazó el golpe de Estado y pidió el apoyo de la comunidad internacional para llevar a cabo la segunda vuelta de las elecciones.
Mientras tanto, el Comando Militar anunció la expulsión del país de las tropas militares angoleñas, cuya presencia fue el presunto motivo por el que los militares rebeldes tomaron el poder.

### 15 de abril
Los militares golpistas y los partidos políticos --salvo el PAIGC y grupos afines-- decidieron la creación de un Consejo Nacional de Transición cuya composición sería decididida al día siguiente (16 de abril).
Asimismo abordaron la creación de un gobierno de unidad nacional, que fue fuente de discordia entre militares y políticos, debido las discrepancias sobre la exigencia del Ejército de controlar los ministerios de Defensa, Interior y Finanzas, que rechazan los partidos políticos.
Por otra parte, decididieron la creación de una comisión diplomática que se reuniría con la misión de mediación enviada por la Comunidad Económica de los Estados de África Occidental al día siguiente.
Además, crearon una comisión social encargada de los problemas de suministro de agua y energía en el país.
Paralelamente, una manifestación en Bisáu convocada por organizaciones de la sociedad civil fue reprimida por el Ejército, lo que provocó varios heridos, uno de ellos de gravedad, el cual tuvo que ser trasladado a un hospital de la capital.

### 16 de abril
El Comando Militar decidió el cierre de las fronteras aéreas y marítimas después de que Portugal decidiese enviar dos barcos y un avión militar para una posible evacuación de sus nacionales.

### 17 de abril
La Unión Africana decidió suspender al país como miembro de la organización en respuesta al golpe de Estado.
Sin embargo, El jefe de la misión de mediación de la Comunidad Económica de los Estados de África Occidental (CEDEAO), Kadre Ouedraogo, aseguró que ya la organización había llegado a un acuerdo con el Comando Militar llegó para restaurar el orden constitucional. 
Además se concretó que fuerzas de la CEDEAO sustituirían a los 200 soldados que Angola tenía desplegados en el país , principal motivo de descontento invocado por el que el Comando Militar llevó a cabo el golpe de Estado.

### 18 de abril
El depuesto Partido Africano para la Independencia de Guinea y Cabo Verde (PAIGC) acusó al líder opositor y candidato presidencial, Kumba Yalá, de ser el autor intelectual del golpe de Estado.
Paralelamente, el Comando Militar siguió trabajando en la creación del Consejo Nacional Transitorio, agrupando a diversos partidos políticos.

### 19 de abril
En un acuerdo entre el Comando Militar y los principales partidos políticos, Manuel Serifo Nhamadjo, candidato eliminado en la primera vuelta de la presidencial, fue nombrado presidente de transición de Guinea-Bisáu y Braima Sori Djalo, segundo del principal partido de oposición, Partido de la Renovación Social (PRS), presidente del Consejo Nacional de Transición.

## Situación del presidente
Según los medios, Cadogo y Raimundo están detenidos en la Fortaleza de Amura, sede de la Comandancia de las Fuerzas Armadas de Guinea, y se encuentran ilesos.

## Angola
El autodenominado Comando Militar asumió la responsabilidad del asalto, pero aseguró que no se trataba de un intento de a asumir el poder, sino que actuaba en respuesta a una presunta invasión militar de fuerzas angoleñas que habría sido negociada con el beneplácito de Gomes Junior y Pereira.

"El Comando Militar está en posesión de una orden secreta para legitimar la intervención de Angola en Guinea-Bissau, a través de un mandato del Consejo de Seguridad y Paz de la Unión Africana, firmado por el primer ministro, Carlos Gomes Junior, y el presidente interino, Raimundo Pereira"

## Reacción internacional

### Países
- Portugal: El presidente del país, Aníbal Cavaco Silva, condenó de forma "vehemente" el "golpe de Estado" y aseguró que "las fuerzas militares de Guinea serán una fuente de violencia". Además, anunció que "promoverá la atención urgente del Consejo de Seguridad de Naciones Unidas" a la situación de la nación africana, y exigió al Comando Militar la inmediata liberación de los políticos retenidos.[19][20]
- Estados Unidos: En un comunicado difundido por la Embajada estadounidense en Dakar, Washington indujo a los golpistas a "deponer sus armas y a restaurar el liderazgo legítimo civil".[21]
- México: La Secretaría de Relaciones Exteriores mexicana declaró que su país "se suma al exhorto de la comunidad internacional para que los responsables de este acto restauren el orden constitucional y el Estado de derecho".[22]

### Organizaciones
- Unión Africana: el presidente de la UA, Jean Ping, afirmó que la organización "no aceptará ninguna toma de poder anticonstitucional y ningún intento de socavar el proceso democrático en Guinea-Bisáu". Más tarde, el 17 de abril, se acordó la expulsión de Guinea-Bisáu de la organización hasta que se reinstaurara "el orden constitucional".[15]
- Comunidad Económica de Estados de África Occidental: el ministro de Exteriores de Costa de Marfil, Daniel Kablan Duncan aseguró que la CEDEAO "condena de manera formal y rigurosa este intento de golpe de Estado".[23]
- Unión Europea: Catherine Ashton, jefe de la diplomacia europea, condenó el golpe de Estado en Guinea-Bisáu y demandó el restablecimiento inmediato del gobierno de Gomes Junior y la terminación de la segunda vuelta de las elecciones en el país. Además exigió a los militares golpistas (a quienes atribuye la violación de los derechos humanos) que liberen a todos los detenidos.[24]